# 蒲原鉄道モハ31形電車
蒲原鉄道モハ31形電車（かんばらてつどうモハ31がたでんしゃ）は、かつて蒲原鉄道（蒲原鉄道線）に在籍した電車。従来車の主要機器を流用して1952年（昭和27年）10月に新製された、蒲原鉄道線における戦後初の新型車両である。
本項では、モハ31形同様の経緯によって1954年（昭和29年）5月に新製されたモハ41形電車についても記述する。

## 概要
1923年（大正12年）10月の蒲原鉄道線の開業に際して同年7月に新製された木造四軸ボギー電動車であるデ1形（後のモハ1形）2両は、戦中から戦後の混乱期にかけての酷使と新製から30年弱を経過したことによる老朽化が進行し、早急な代替が望まれる状態となった。同形式の代替は、相対的に寿命の長い台車など走行機器（主要機器）については再利用の上、新たな車体を製造して組み合わせる形で実施されることとなり、モハ31形31はこのような経緯によって製造されたものである。
モハ31は書類上の扱いも新製名義ではなくデ1形1の改造名義によって竣功したが、実際にはモハ31にデ101形101（後のモハ21形21）の主要機器を転用し、モハ31の名義上の種車となったデ1の主要機器についてはデ101に転用するという、些か複雑な主要機器のたらい回しが実施されている。これはデ1形の装着する台車とモハ31の車体と組み合わせた場合、同台車の心皿荷重上限を超過してしまうことから、心皿荷重に余裕を有したデ101の台車をモハ31新製に際して転用するために行われた措置である。
残るモハ1形1（旧デ1形2）についてもやや遅れて同様の手法をもって代替が実施され、モハ41形41が製造された。モハ41の製造に際しては、モハ31同様の理由からモハ11形13より主要機器を転用し、モハ13にモハ1の主要機器を転用する玉突き転用が再び実施されているが、モハ41については直接の機器流用元であるモハ13の改造名義によって竣功した点が異なる。
モハ31・41とも車体の新製ならびに機器の儀装は東京電機工業が担当し、いずれも蒲原鉄道村松車庫内における出張工事によって製造された。また、モハ31・41を製造して以降の車両増備は、全て同業他社より譲り受けた中古車両によって賄われたことから、同2両は蒲原鉄道線の旅客用車両における最後の自社発注車両となった。
モハ31・41は蒲原鉄道線における主力車両として運用され、モハ41については後年車体延長改造を施工の上、2両ともに1999年（平成11年）10月の蒲原鉄道線全線廃止まで在籍した。

## 車体
落成当初はモハ31・41とも同一形状であり、構体主要部分を普通鋼とした全長15,150mmの半鋼製車体で、窓の上下に補強帯（ウィンドウシル・ヘッダー）を有し、前後妻面に運転台を備える両運転台構造である。前面形状は緩い弧を描く平妻形状ながら、当時の流行である湘南型デザインを取り入れた2枚窓構造となっている点が特徴であり、前面向かって左側の窓は開閉可能な二段窓構造である。側面には片側2箇所950mm幅の片開客用扉を備え、側窓は二段上昇式、蒲原鉄道の在籍車両において初めて採用された乗務員扉は運転台側にのみ設置され、窓配置はdD(1)10(1)D1（d：乗務員扉、D：客用扉、数値は側窓の枚数、カッコ内は戸袋窓）である。
前照灯は取付型の白熱灯式で、前面屋根上中央部に1基装備し、後部標識灯は埋込式のものを前面腰板部左側に1個装備する。
車体塗装は当初茶色一色であったが、1958年（昭和33年）1月に西武鉄道より譲り受けたモハ61形61が西武在籍当時と同様の窓下補強帯（ウィンドウシル）の下端部を境界として上半分をイエロー・下半分をマルーンに塗り分けた2色塗りのまま入線し、同塗り分けが蒲原鉄道における標準塗装とされたことに伴い、モハ31・41とも後年塗装変更が実施された。
車内設備はモハ31がロングシート仕様であったのに対し、モハ41は扉間の側窓2つ分を1区画とし、計14脚のボックスシートを設置したオールクロスシート仕様であった点が異なる。そのため車両定員もモハ31が104人（座席44人）であるのに対し、モハ41は100人（座席48人）と相違する。また、モハ31・41とも竣功当初は客用扉にドアエンジンを持たない手動扉仕様とされた。
モハ41は1963年（昭和38年）6月に西武所沢車両工場において車体延長改造が施工された。車体側面中央部に客用扉を増設し、全長は16,700mmに延長、乗務員扉の増設も施工されて側面窓配置はdD(1)5D(1)4(1)Ddと変化した。同時に座席のロングシート仕様化も施工され、車両定員は108人（座席48人）に増加した。

## 主要機器
前述のように、モハ31・41が搭載する主要機器は従来車の流用品である。もっとも、蒲原鉄道線においては全在籍車両の機器の仕様が統一されていたことから、種車（機器流用元）の違いに起因して台車が異なっていた点を除いて、主要機器は同一であった。

### 主制御器
運転台に設置された直接制御器によって電流制御を行う直接制御方式で、東洋電機製造TDK-DB3を前後運転台に各1基搭載する。
後年モハ31・41とも制御方式の間接制御化改造を施工し、電磁空気単位スイッチ式間接非自動制御（HL制御）装置を床下に搭載、運転台には従来の直接制御器に代わって、床下搭載の制御装置を操作する主幹制御器（マスター・コントローラー）を新設した。

### 主電動機
東洋電機製造製の直流直巻電動機TDK-31S-C（端子電圧600V時一時間定格出力63.4kW）を1両当たり2基搭載する。駆動方式は吊り掛け式で、歯車比はモハ31が3.67 (66:18)、モハ41が3.20 (64:20)とそれぞれ異なる。

### 台車
モハ31はボールドウィン・ロコモティブ・ワークス社が設計・製造した形鋼組立型釣り合い梁式台車（ボールドウィンA形台車）のデッドコピー製品である日本車輌製造BW-78-25A台車（固定軸間距離1,981mm）を、モハ41は東洋車輌製の鋳鋼組立式ペンシルバニア型軸ばね台車（固定軸間距離1,680mm）をそれぞれ装着する。前述の通り、日車BW-78-25Aはデ101（後のモハ21）より、東洋軸ばね台車はモハ13（後のモハ51）よりそれぞれ転用したものであり、軸受（ベアリング）部構造はいずれも平軸受（プレーンベアリング）仕様である。

### 制動装置
従来車と同様に構造の簡易な直通ブレーキを採用し、連結運転に備え非常制動用の非常弁ならびに非常管 (Emergency Pipe: EP) を併設した非常弁付直通ブレーキ (SME) である。同制動装置によって車体側床下部分に1基搭載された制動筒（ブレーキシリンダー）を動作させ、制動筒より前後に伸ばされた制動引棒（ブレーキロッド）により前後台車の計4軸に制動を作用させる制動機構が採用されている。

### その他補助機器類
集電装置はパンタグラフを採用し、村松・加茂寄りに1基搭載する。なお、モハ31・41とも電動発電機 (MG) など補助電源装置は搭載せず、前照灯・客室内照明など灯具類の電源にも架線電圧（直流600V）を用いた。

## 導入後の変遷

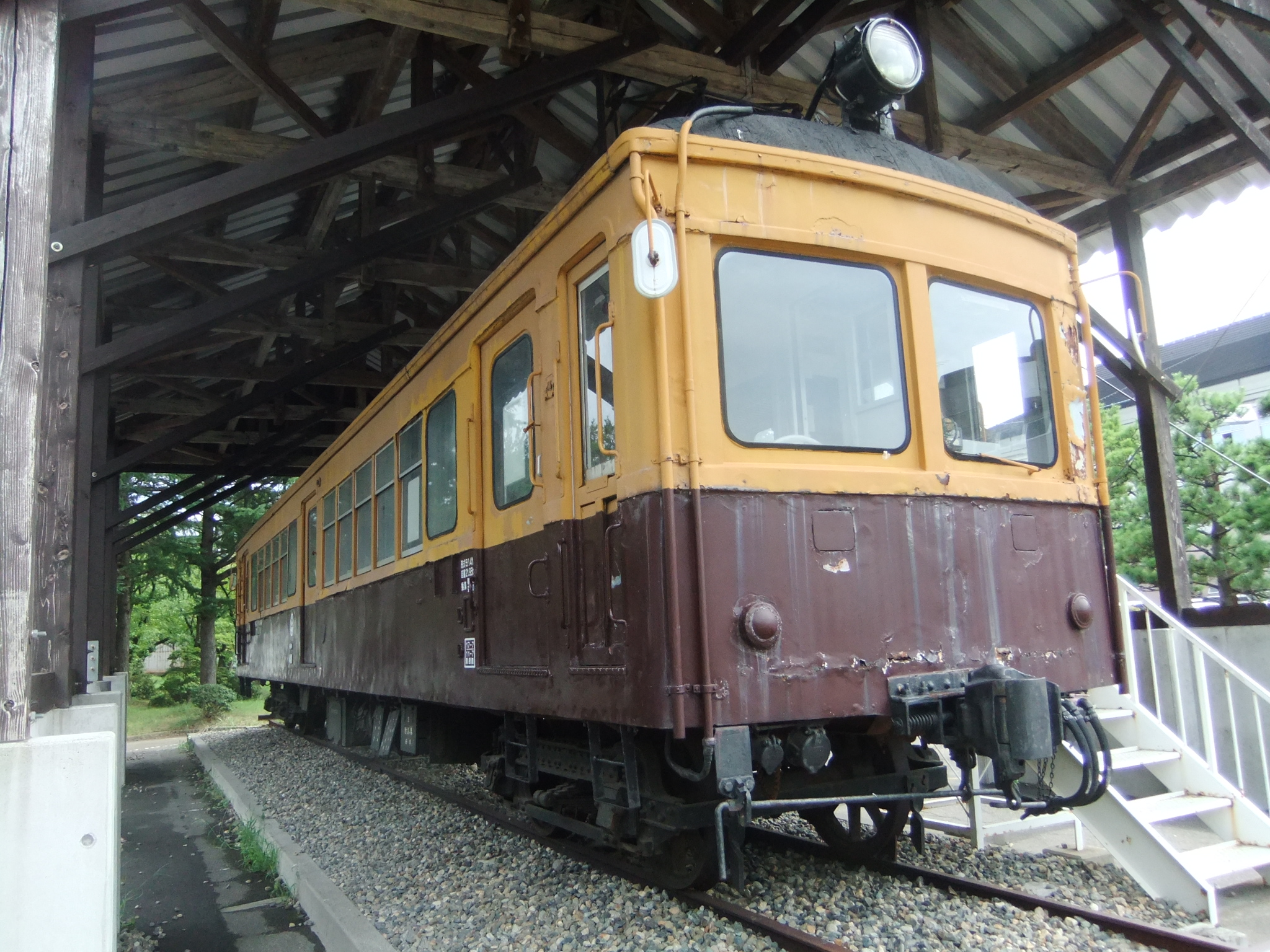
五泉市総合会館に保存されたモハ41

竣功当時における蒲原鉄道線に在籍する電動車各形式中、最も車両定員数の多かったモハ31・41は主力車両として運用された。また、大型の二枚窓で構成された前面構造は、視界の広さから運転士から好評を博した。
落成後10年程度を経過した1962年（昭和37年）6月に、モハ31に対して外板張り替え・車体木部の一部金属化など修繕工事および制御方式の間接非自動制御化改造が西武所沢車両工場において実施された。改造後のモハ31は前面窓がHゴム固定支持による固定窓となり、その他乗務員扉の増設・客用扉の鋼製扉化・戸袋窓のHゴム固定化・ドアエンジン新設による半自動扉化・開閉可能窓のアルミサッシ化・客室内照明の蛍光灯化などが施工された。翌1963年（昭和38年）6月にはモハ41に対しても同様の工事が実施されたが、モハ31に施工された改造項目に加えて車体延長工事ならびに車内のロングシート仕様化が施工された。
蒲原鉄道線においては1978年（昭和53年）10月より新潟県下における鉄道路線としては初となるワンマン運転が開始されたが、それに先立って同年7月にモハ31・41に対してワンマン運転対応改造が、村松車庫内において西武所沢車両工場の出張工事によって実施された。改造後の同2両は前面窓内側にワンマン表示器を、妻面左右部にバックミラーを、側面腰板部に車外スピーカーをそれぞれ追加し、車内には料金箱が新設された。
モハ31・41は1985年（昭和60年）4月1日付で実施された村松 - 加茂間廃止に際しての余剰車両整理対象には含まれず、路線縮小後も残存した。モハ31は1989年（平成元年）4月から翌1990年（平成2年）3月にかけて、沿線に所在する釣り堀「村松魚パーク玉泉」の広告電車として、車体全体に魚のイラストを配した特別塗装が実施されていたが、広告契約期間満了に伴って従来塗装に戻された。
蒲原鉄道線は1999年（平成11年）10月4日付で全線廃止となり、モハ31・41を含む全在籍車両も同日付で除籍された。廃線後、モハ31はED1形電気機関車とともに村松駅跡地に留置されていたものの、その後解体された。モハ41は新潟県五泉市の五泉市総合会館に静態保存されている。